# 四点共円定理
四点共円定理は数学の定理。
平面上で、同一直線上にない 3 点が与えられているとき、これら 3 点をすべて通る円が 1 つ存在し、それはこの 3 点を頂点とする三角形の外接円に等しい。
ところが、同一直線上にない 4 点が与えられた場合には、これら 4 点のすべてを通る円が存在する場合と、しない場合がある。平面上の 4 点が 同一円周上に乗ることを、共円であるといい、位置の与えられた4点が共円をなすための、角の大きさに関する条件を、四点共円定理とよぶ。

## 内容
この定理は、注目する線分(直線)と角の位置関係によって、次の 2 通りの内容を持つ。
以下、4点 A,B,P,Q について考える。

### P,Q が直線 AB に関して反対側にあるとき
2点P,Qから、それぞれ線分 AB を見込む2つの角∠BPA, ∠BQA の和が平角（＝180°）に等しければ、4 点 A,B,P,Q は共円である。
これは、共円四角形の定理「円に内接する四角形の対角の和は180度」の逆にあたる内容である。

### P,Q が、直線 AB に関して同じ側にあるとき
2点 P,Q から、それぞれ線分 AB を見込む 2 つの角 ∠BPA, ∠BQA の大きさが等しければ、4 点 A,B,P,Q は共円である。
これは、円周角の定理「同じ弧を見込む円周角は互いに等しい」の逆にあたる内容である。